# Туровская, Майя Иосифовна
Ма́йя Ио́сифовна Туро́вская (27 октября 1924, Харьков — 4 марта 2019, Мюнхен, Бавария, Германия) — советский и российский театральный и кинокритик, театровед, киновед, культуролог, сценаристка; доктор искусствоведения (1983). Лауреат премии «Ника» (2007).

## Биография
Родилась 27 октября 1924 года в Харькове в семье инженера Иосифа Григорьевича (Гиршевича) Туровского (1899—?) и врача-педиатра Фани Михайловны Туровской (урождённой Шуб, 1899—1969), уроженцев Екатеринослава. В 1952 году в составе инженерной группы отец был удостоен Сталинской премии «за разработку и внедрение метода скоростной сушки кирпича в камерных и туннельных сушилках». 
В 1932—1941 годах училась в школе № 110 Краснопресненского района города Москвы. В 1942 году окончила с отличием школу в Свердловске, куда с родителями и сестрой Бертой (1934—?) уехала в эвакуацию. После окончания школы работала на химическом заводе.
В 1947 году окончила филологический факультет МГУ, в 1948 году — театроведческий факультет ГИТИСа, где была ученицей Абрама Эфроса. В ГИТИСе познакомилась с будущим мужем, Борисом Медведевым.
С 1948 по 1949 год работала в редакции «Театр у микрофона» Радиокомитета, была уволена в ходе кампании по борьбе с космополитизмом.
В 1952 году поступила в аспирантуру Ленинградского государственного научно-исследовательского института театра и музыки.
В 1956 году защитила диссертацию на соискание учёной степени кандидата искусствоведения на тему «О. Л. Книппер-Чехова в пьесах А. П. Чехова и М. Горького».
С 1960 года была членом художественного совета Второго творческого объединения киностудии «Мосфильм», которым руководил Иван Пырьев, а после его смерти Лео Арнштам.
В 1962 году вместе с Юрием Ханютиным стала инициатором и автором сценария художественно-публицистического фильма Михаила Ромма «Обыкновенный фашизм». Работа над ним продолжалась несколько лет. Премьера фильма состоялась в ноябре 1965 года на Международном фестивале документальных фильмов в Лейпциге, где он был удостоен главного приза и приза кинокритиков.
В 1969 году впервые с 1949 года была принята на работу — научным сотрудником Института мировой экономики и международных отношений. С 1974 года работала старшим, затем ведущим научным сотрудником Научно-исследовательского института теории и истории кино (впоследствии — ВНИИ киноискусства).

В 1983 году защитила диссертацию на соискание учёной степени доктора искусствоведения на тему «Бабанова. Легенда и биография. Взаимодействие социального и эстетического факторов в актёрском искусстве».
„Бабанова: легенда и биография“ — лучшее, что было написано в отечественном театроведении об актёрской профессии, о времени, об огромной театральной эпохе. Даже сейчас, по прошествии почти 40 лет, эта книга читается на одном дыхании. И не знаешь, чему больше восхищаться: непревзойдённому актёрскому дару великой Марии Бабановой или писательскому гению Майи Туровской, сумевшей вместить в пространство своей книги весь драматизм жизни и судьбы.Сергей Николаевич, «Сноб» 7 марта 2019
Выступала в печати с 1949 года. Автор книг и статей по вопросам театра и кино в журналах «Театр», «Искусство кино», «Новый мир», «Советский экран», «Киноведческие записки», «Московский наблюдатель», «Сноб», в газетах «Советская культура», «Литературная газета», а также ряда сценариев документальных фильмов.
Инициатор и один из кураторов ретроспективы «Кино тоталитарной эпохи» на Международном кинофестивале в Москве в 1989 году, а также выставки «Москва — Берлин. Берлин — Москва. 1900—1950» (1995—1996).
Член Союза писателей СССР (1960), член Союза кинематографистов СССР (1966), член Союза театральных деятелей РСФСР. В 1970-х — 1980-х годах жила с семьёй в ЖСК «Советский писатель»: Красноармейская улица, д. 27. С 1997 года жила в Мюнхене.
Скончалась 4 марта 2019 года в Мюнхене.

## Семья
Тётя — Лия Михайловна Шуб (1903—?), зав. литературной частью театра имени Моссовета.

## Награды и премии
- 1994 — Премия Фонда Александра фон Гумбольдта в области немецкого языка и литературы в Центральной и Восточной Европе[16]
- 1997 — Премия доктора Фридриха Йозефа Хааса за вклад в развитие взаимопонимания между народами двух стран[16]
- 2004 — Международная премия Станиславского[16][17]
- 2007 — Премия Ника (специальный приз) в номинации «За вклад в кинематографические науки, критику и образование»[18]
- 2015 — Белый Слон Гильдии киноведов и кинокритиков России «За неоценимый вклад в отечественное киноведение и в связи с 90-летием со дня рождения»[19]

## Фильмография
Сценарист
- 1965 — Обыкновенный фашизм (совместно с Ю. Ханютиным)
- 1970 — Один час с Козинцевым, или Семь мнений об одном режиссёре (телевизионный; совместно с Ю. Ханютиным)
- 1973 — Кино и звёзды — (совместно с Ю. Ханютиным, телевизионный, НРБ)
- 1974 — Пётр Мартынович и годы большой жизни (совместно с Ю. Ханютиным)
- 1975 — О нашем театре (совместно с Ю. Ханютиным)[20]
- 1975 — Автомобиль и немного статистики (совместно с Ю. Ханютиным)
- 1989 — Ненарисованный автопортрет художника
- 1992 — Художник и время. Александр Тышлер
- 1996 — Сентиментальный гротеск, или Художники Еврейского театра
- 1997 — Дети Ивана Кузьмича
- 1999 — Евгений Онегин. Глава Х
- 2000 — МХАТ. Сны о художественном и общедоступном. Сон первый «…Начать жизнь снова…»

Консультант
- 1985 — Дороги Анны Фирлинг

Фильмы с участием Туровской
- 1984 — Tschechow in meinem Leben
- 1987 — Я и лошадь, я и бык, я и баба, и мужик / I am an Ox, I am a Horse, I am a Man, I am a Woman
- 1997 — East Side Story
- 2009 — Острова: Майя Туровская (телефильм)
- 2015 — Майя Туровская. Осколки (телефильм)
- 2016 — Сурков. Отражения
- 2016 — Schatten des Krieges — Das sowjetische Erbe
- 2018 — Krieg und Frieden — Deutsch-sowjetische Skizzen
- 2018 — Frühjahr 1948
- 2018 — Оскар
- 2021 — Кто тебя победил никто